# Deutsch Klasse
Deutsch Klasse ist eine 13-teilige Deutsch-für-Ausländer-Reihe von BR-alpha aus dem Jahr 2003, dem Bildungskanal des bayerischen Rundfunks.
Es handelt sich um eine fiktionale Serie. Daneben gibt es eine didaktisierten Fassung, in der die Hauptdarsteller (Aykut Kayacık, Lale Yanık, Otana Mirza, Jurij Rosstalnyj und Carol Oduor Puster) aus ihren Rollen aussteigen und erklärend tätig werden.
Die damalige Präsidentin des Deutschen Volkshochschul-Verbandes und ehemalige Bundestagspräsidentin Rita Süssmuth bezeichnete die Sendung wichtig für „ein gutes Miteinander zwischen Deutschen und Zugewanderten. Dazu brauchen wir mehr Integration. Der Schlüssel zur Integration ist die Sprache. Zur Sprachvermittlung leistet Deutsch Klasse einen beachtlichen Beitrag“.
Deutsch Klasse ist auch auf DVD erschienen.
2004 wurde der Webauftritt mit dem Prix Italia ausgezeichnet und erhielt eine Nominierung für den Grimme Online Award.

## Sendetermine
Nach der Erstausstrahlung im Jahr 2003 gab es mehrere Wiederholungen, zuletzt im September 2015 im Bayerischen Rundfunk (ARD-alpha).